# Cecília Meireles
Cecília Benevides de Carvalho Meireles (Río de Janeiro, 7 de noviembre de 1901 — Río de Janeiro, 9 de noviembre de 1964) fue una poeta, profesora y periodista brasileña. Cecília Meireles tuvo tres hijas con el pintor Fernando Correia Dias, entre ellas la actriz María Fernanda Meireles.

## Biografía
Su padre falleció tres meses antes de su nacimiento y su madre cuando tenía apenas tres años, por lo que fue criada por su abuela. Concurrió a la Escuela Normal de Río de Janeiro, entre 1913 y 1916, y comenzó a escribir poesía a los 9 años.
Estudió lenguas, literatura, música, folclore y teoría educacional. A los 18 años publicó su primer libro de poesía, que se enmarca en diferentes corrientes literarias, por lo que es considerado "atemporal".
En 1922 se casó con el pintor portugués Fernando Correia Dias, con quien tuvo tres hijas. Correia Dias sufría de depresión aguda y se suicidó en 1935. En 1940 Meireles se casa con Héctor Vinícius da Silveira Grilo, profesor e ingeniero agrónomo.
Se desempeñó además como periodista, publicando sobre temas educativos (área a la que se mantiene ligada, fundando en 1934 la primera biblioteca infantil de Río de Janeiro). Escribió numerosos libros de literatura infantil, entre ellos:  Leilão de Jardim, O Cavalinho Branco, Colar de Carolina, O mosquito escreve, Sonhos da menina, O menino azul y A pombinha da mata.
A partir de 1934, dio conferencias sobre Literatura Brasileña en Portugal (Lisboa y Coímbra) y, en 1936, fue contratada en la Universidad Federal de Río de Janeiro. En 1940 enseñó en la Universidad de Texas.
Entre 1936 y 1938 colaboró con el periódico A Manhã y con la revista Observador Econômico.
A lo largo de su carrera pronunció numerosas conferencias alrededor del mundo.
Al fallecer en 1964 es velada con grandes honores públicos, cómo curiosidad antes de su entierro se le puso a su cuerpo una corona que tenía la inscripción la poesía nunca muere. En su honor se designan con su nombre varias escuelas y bibliotecas de Brasil y Chile.

## Obra
Parte de su obra poética se enmarca en la vanguardia del Modernismo brasileño, junto con Manuel Bandeira y Carlos Drummond de Andrade. Se destaca además en su poesía la técnica, y la riqueza humana de la misma.
En cuanto al oficio de poeta, Meireles refiere:

"No sé si las actuales condiciones del mundo permiten el equilibrio de forma y expresión, porque serían raros los poetas en tal estado de vivencia puramente poética, libres del aturdimiento del tiempo, que logren hacer del grito música, esto es, que creen poesía como se forman los cristales. Pero creo que todos padecen, si son poetas. Porque al final se siente que el grito es grito y la poesía ya es el grito (con toda su fuerza), pero transfigurado."

- Espectros, 1919
- Criança, meu amor, 1923
- Nunca mais..., 1923
- Poema dos Poemas, 1923
- Baladas para El-Rei, 1925
- Saudação à menina de Portugal,1930
- Batuque, samba e Macumba, 1933
- O Espírito Vitorioso, 1935
- A Festa das Letras, 1937
- Viagem, 1939
- Vaga Música, 1942
- Poetas Novos de Portugal, 1944
- Mar Absoluto, 1945
- Rute e Alberto, 1945
- Rui — Pequena História de uma Grande Vida 1948
- Retrato Natural, 1949
- Problemas de Literatura Infantil, 1950
- Amor em Leonoreta, 1952
- Doze Noturnos de Holanda e o Aeronauta, 1952
- Romanceiro da Inconfidência, 1953
- Poemas Escritos na Índia, 1953
- Batuque, 1953
- Pequeno Oratório de Santa Clara, 1955
- Pistóia, Cemitério Militar Brasileiro, 1955
- Panorama Folclórico de Açores, 1955
- Canções, 1956
- Giroflê, Giroflá, 1956
- Romance de Santa Cecília, 1957
- A Bíblia na Literatura Brasileira, 1957
- A Rosa, 1957
- Obra Poética,1958
- Metal Rosicler, 1960
- Poemas de Israel, 1963
- Antologia Poética 1963
- Solombra, 1963
- Ou Isto ou Aquilo, 1964
- Escolha o Seu Sonho, 1964
- Crônica Trovada da Cidade de San Sebastian do Rio de Janeiro, 1965
- O Menino Atrasado, 1966
- Poésie (en francés), 1967
- Antologia Poética, 1968
- Poemas Italianos, 1968
- Poesias, 1969
- Flor de Poemas, 1972
- Poesias Completas, 1973
- Elegias, 1974
- Flores e Canções, 1979
- Poesia Completa, 1994
- Obra em Prosa - 6 volúmenes, 1998
- Canção da Tarde no Campo, 2001
- Episódio Humano, 2007

## Premios recibidos
- 1939 Premio de poesía Olavio Bilac, de la Academia Brasileña de Letras, por Viagem.[1]
- 1942 Socia honoraria del Real Gabinete Português de Leitura, en Río de Janeiro.[2]
- 1952 Oficial de la Orden del Mérito de Chile.[2]
- 1953 Socia honoraria del Instituto Vasco da Gama, en Goa (India).[2]
- 1953 Doctora honoris causa, de la Universidad de Nueva Delhi.[2]
- 1962 Premio por traducción en teatro, de la Asociación Paulista de Críticos de Arte.[2]
- 1963 Premio Jabuti, por la traducción de obra literaria del libro Poemas de Israel.[2]
- 1964 Premio Jabuti de poesía, por su libro Solombra.[2]